# Vincent Kokert

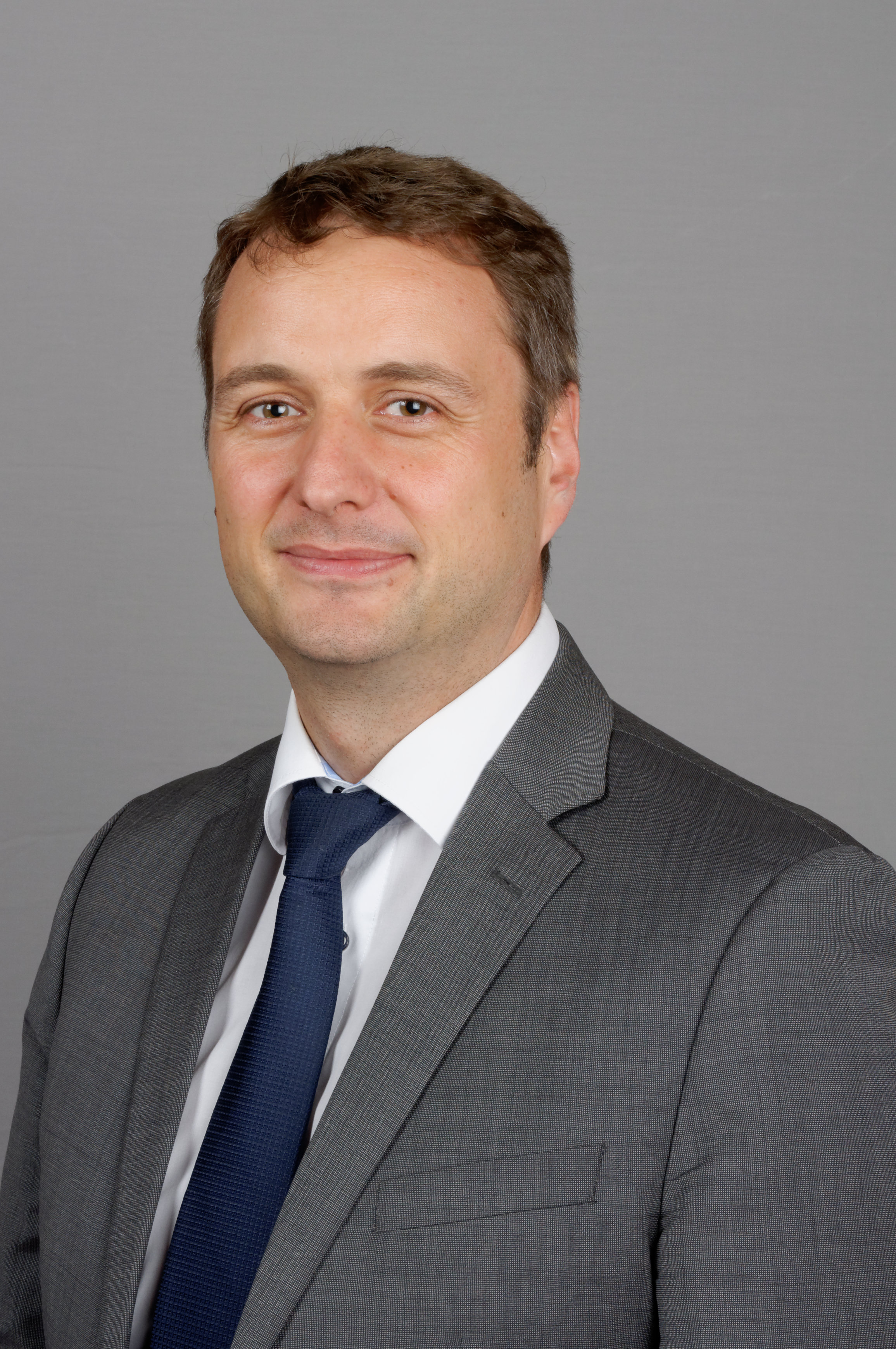
Vincent Kokert 2017

Vincent Kokert (* 6. April 1978 in Neustrelitz) ist ein deutscher Politiker (CDU) und war von 2017 bis 2020 Landesvorsitzender der CDU Mecklenburg-Vorpommern. Im März 2020 zog er sich aus familiären Gründen aus der Politik zurück.

## Leben und Beruf
Kokert schloss 1994 die Schule mit der mittleren Reife ab. Er absolvierte bis 1998 eine Ausbildung zum Kfz-Mechaniker und danach eine Weiterbildung zum „Verwaltungsbetriebswirt (VWA)“. Im Jahr 2006 wurde er Geschäftsführer der „IBS-INERGY“.
Seit März 2020 ist er Betriebsleiter bei den Stadtwerken Neustrelitz.

## Politik

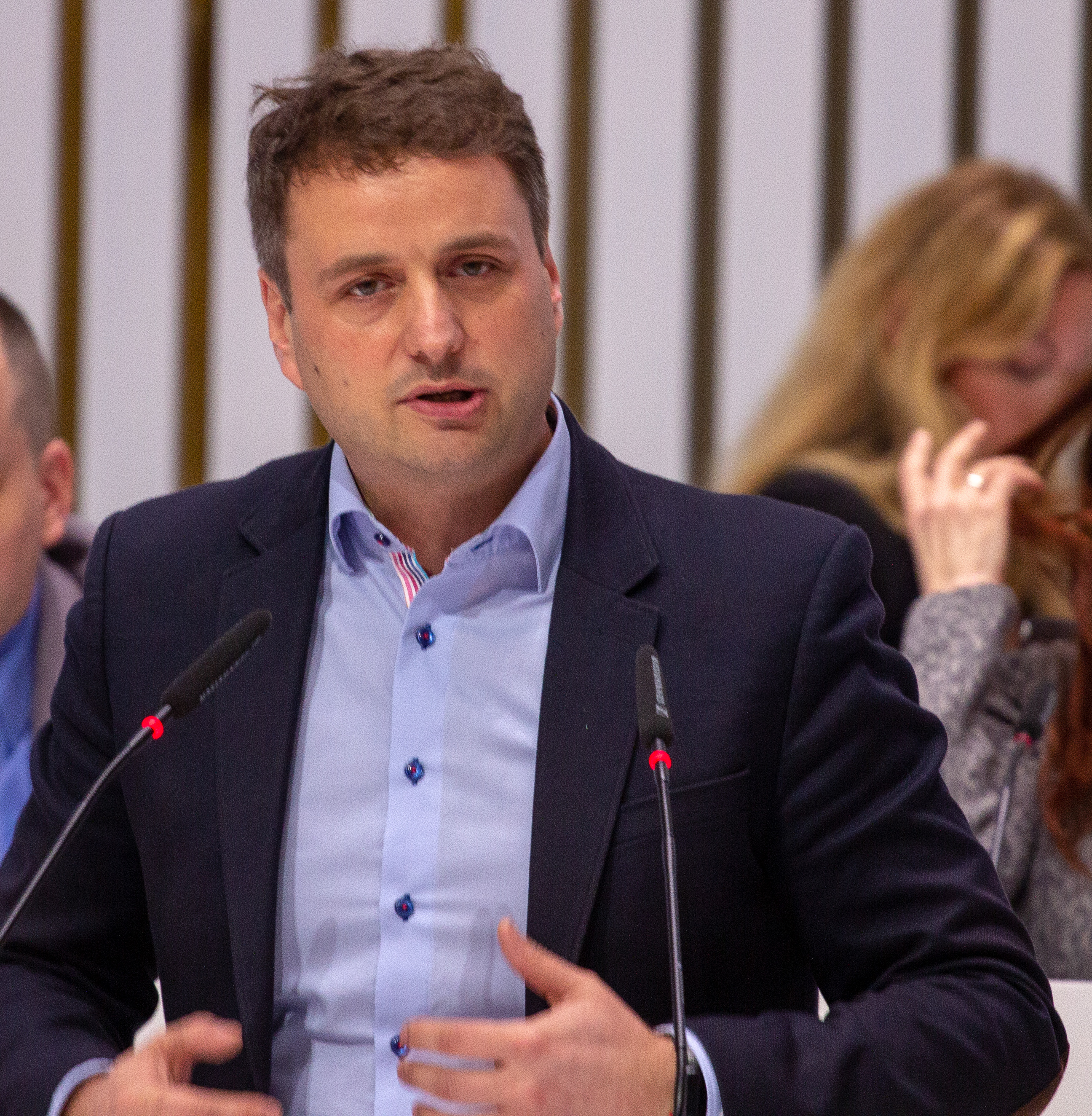
Kokert im Plenum des Landtages, 2019

Im Jahr 1997 trat er der CDU und der Jungen Union bei und ab 1999 war er in der Stadtvertretung von Neustrelitz aktiv. Er bekleidete zahlreiche Ämter in der Kommunalpolitik, war Stadtpräsident der Stadt Neustrelitz und Kreisvorsitzender der CDU Mecklenburg-Strelitz.
In der vierten Wahlperiode (2002 bis 2006) war er Abgeordneter im Landtag Mecklenburg-Vorpommern.
Bei der Landtagswahl 2006 verlor er sein Direktmandat. Nach der Berufung des Landtagsabgeordneten Bernd Schubert zum Bürgerbeauftragten des Landes Mecklenburg-Vorpommern am 8. Februar 2007 rückte er über die Landesliste in den Landtag nach. 2009 wurde er zum amtierenden Generalsekretär berufen und im November 2009 wurde er auf dem Landesparteitag der CDU Mecklenburg-Vorpommern zum Generalsekretär gewählt.
Bei der Landtagswahl 2011 erhielt Kokert in seinem Wahlkreis Mecklenburg-Strelitz I 27,4 % der Stimmen und unterlag damit dem erstmals angetretenen Andreas Butzki (SPD, 33,2 %). Er zog über die Landesliste wieder in den Landtag ein. Er wurde am 8. September 2011 zunächst zum parlamentarischen Geschäftsführer der Landtagsfraktion gewählt, am 24. Oktober wurde er Vorsitzender der Landtagsfraktion.
Bei der Landtagswahl 2016 erhielt er in seinem Wahlkreis 22,6 Prozent der Stimmen. Er zog über die Landesliste in den Landtag ein und wurde zum Vorsitzenden der CDU-Landtagsfraktion gewählt. 
Am 8. April 2017 wurde Kokert auf dem Landesparteitag der CDU Mecklenburg-Vorpommern von 92,5 Prozent der Delegierten zum neuen Vorsitzenden gewählt, nachdem Lorenz Caffier seinen Rückzug erklärt hatte. Am 3. März 2020 legte er sein Landtagsmandat nieder. Für ihn rückte Daniel Peters nach. Sein Nachfolger als Fraktionsvorsitzender wurde Torsten Renz. Im Amt des Landesparteivorsitzenden folgt ihm Michael Sack nach. 
Vincent Kokert ist Mitglied im Verwaltungsrat der Sparkasse Mecklenburg-Strelitz.